# Afrikaspiele 2015/Leichtathletik
Bei den Afrikaspielen 2015 in Brazzaville, Republik Kongo, wurden vom 13. bis 17. September 46 Wettbewerbe in der Leichtathletik ausgetragen, je 23 für Damen und  Herren.

## Ergebnisse

### Männer

#### 100 m
| Platz | Athlet                | Land | Zeit (s) |
| ----- | --------------------- | ---- | -------- |
| 1     | Ben Youssef Meïté     | CIV  | 10,04 NR |
| 2     | Ogho-Oghene Egwero    | NGR  | 10,17    |
| 3     | Hua Wilfried Koffi    | CIV  | 10,23    |
| 4     | Roscoe Engel          | RSA  | 10,45    |
| 5     | Seye Ogunlewe         | NGR  | 10,45    |
| 6     | Brian Kasinda         | ZAM  | 10,47    |
| 7     | Nicholas Imhoaperamhe | NGR  | 10,52    |
| 8     | Mosito Lehata         | LES  | 10,56    |

Wind: −2,1 m/s
Finale: 14. September

#### 200 m
| Platz | Athlet             | Land | Zeit (s) |
| ----- | ------------------ | ---- | -------- |
| 1     | Hua Wilfried Koffi | CIV  | 20,42    |
| 2     | Divine Oduduru     | NGR  | 20,45    |
| 3     | Tega Odele         | NGR  | 20,58    |
| 4     | Adama Jammeh       | GAM  | 20,74    |
| 5     | Obinna Metu        | NGR  | 20,74    |
| 6     | Sibusiso Matsenjwa | SWZ  | 20,93    |
| 7     | Sydney Siame       | ZAM  | 21,21    |
| 8     | Idrissa Adam       | CMR  | 21,26    |

Wind: −1,2 m/s
Finale: 17. September

#### 400 m
| Platz | Athlet            | Land | Zeit (s) |
| ----- | ----------------- | ---- | -------- |
| 1     | Isaac Makwala     | BOT  | 44,35    |
| 2     | Boniface Mweresa  | KEN  | 45,01 SB |
| 3     | Onkabetse Nkobolo | BOT  | 45,50    |
| 4     | Alex Sampao       | KEN  | 45,59    |
| 5     | Sadam Koumi       | SUD  | 45,69    |
| 6     | Orukpe Erayokan   | NGR  | 45,73    |
| 7     | Raymond Kibet     | KEN  | 45,79    |
| 8     | Saviour Kombe     | ZAM  | 46,65    |

Finale: 15. September

#### 800 m
| Platz | Athlet            | Land | Zeit (min) |
| ----- | ----------------- | ---- | ---------- |
| 1     | Nijel Amos        | BOT  | 1:50,45    |
| 2     | Taoufik Makhloufi | ALG  | 1:50,72    |
| 3     | Job Koech Kinyor  | KEN  | 1:50,79    |
| 4     | Timothy Kitum     | KEN  | 1:50,93    |
| 5     | Jackson Kivuva    | KEN  | 1:50,98    |
| 6     | Mengistu Alemu    | ETH  | 1:52,11    |
| 7     | Alberto Mamba     | MOZ  | 1:52,15    |
| 8     | Boitumelo Masilo  | BOT  | 1:52,35    |

Finale: 15. September

#### 1500 m
| Platz | Athlet               | Land | Zeit (min) |
| ----- | -------------------- | ---- | ---------- |
| 1     | Mekonnen Gebremedhin | ETH  | 3:45,73    |
| 2     | Abdi Waiss Mouhyadin | DJI  | 3:45,98    |
| 3     | Salim Keddar         | ALG  | 3:46,31    |
| 4     | Ronald Kwemoi        | KEN  | 3:47,02    |
| 5     | Youssouf Hiss Bachir | DJI  | 3:47,23    |
| 6     | Abdessalem Ayouni    | TUN  | 3:47,64    |
| 7     | Aman Kadi            | ETH  | 3:48,01    |
| 8     | Tesfu Tewelde        | ERI  | 3:48,75    |

Finale: 14. September

#### 5000 m
| Platz | Athlet                  | Land | Zeit (min)  |
| ----- | ----------------------- | ---- | ----------- |
| 1     | Getaneh Molla           | ETH  | 13:21,88 SB |
| 2     | Leul Gebresilase        | ETH  | 13:22,13    |
| 3     | Thomas Pkemei Longosiwa | KEN  | 13:22,72    |
| 4     | Abrar Osman             | ERI  | 13:23,79    |
| 5     | Victor Kimutai          | KEN  | 13:24,80    |
| 6     | Stephen Mokoka          | RSA  | 13:25,03    |
| 7     | Yasin Haje              | ETH  | 13:26,61    |
| 8     | Aron Kifle              | ERI  | 13:26,85    |

17. September

#### 10.000 m
| Platz | Athlet             | Land | Zeit (min) |
| ----- | ------------------ | ---- | ---------- |
| 1     | Tsebelu Zewde      | ETH  | 27:27,19   |
| 2     | Leonard Barsoton   | KEN  | 27:27,55   |
| 3     | Adugna Takele      | ETH  | 27:28,40   |
| 4     | Vincent Kipsegechi | KEN  | 27:40,08   |
| 5     | Geoffrey Kipkorir  | KEN  | 28:09,65   |
| 6     | Afewerki Berhane   | ERI  | 28:17,87   |
| 7     | Mule Wasihun       | ETH  | 28:23,87   |
| 8     | Tsegay Tuemay      | ERI  | 28:40,30   |

17. September

#### Halbmarathon
| Platz | Athlet               | Land | Zeit (h) |
| ----- | -------------------- | ---- | -------- |
| 1     | Zersenay Tadese      | ERI  | 1:03:11  |
| 2     | Luka Kanda           | KEN  | 1:03:27  |
| 3     | Hiskel Tewelde       | ERI  | 1:03:39  |
| 4     | Samsom Gebreyohannes | ERI  | 1:04:14  |
| 5     | Guye Adola Idemo     | ETH  | 1:04:22  |
| 6     | Azmeraw Mengistu     | ETH  | 1:05:18  |
| 7     | Fantahun Hunegnaw    | ETH  | 1:05:27  |
| 8     | James Rungau         | KEN  | 1:05:49  |

17. September

#### 20 km Gehen
| Platz | Athlet               | Land | Zeit (h)   |
| ----- | -------------------- | ---- | ---------- |
| 1     | Lebogang Shange      | RSA  | 1:26:43    |
| 2     | Samuel Gathimba      | KEN  | 1:26:44    |
| 3     | Wayne Snyman         | RSA  | 1:27:32    |
| 4     | David Kimutai Rotich | KEN  | 1:29:54    |
| 5     | Simon Wachira        | KEN  | 1:30:03    |
| 6     | Bizuayehu Haile      | ETH  | 1:35:05 SB |
| 7     | Mthembi Chauque      | RSA  | 1:35:44    |
| 8     | Dagne Mekonen        | ETH  | 1:35:55 SB |

15. September

#### 110 m Hürden
| Platz | Athlet           | Land | Zeit (s) |
| ----- | ---------------- | ---- | -------- |
| 1     | Antonio Alkana   | RSA  | 13,32 GR |
| 2     | Lyés Mokodel     | ALG  | 13,49    |
| 3     | Tyron Akins      | NGR  | 13,54    |
| 4     | Bano Traoré      | MLI  | 13,87    |
| 5     | Kiprono Koskei   | KEN  | 14,30 SB |
| 6     | William Mutunga  | KEN  | 14,31 SB |
| 7     | Michel Itoua     | CGO  | 14,90    |
|       | Behailu Alemshet | ETH  | DSQ      |

Wind: +0,5 m/s
Finale: 14. September

#### 400 m Hürden
| Platz | Athlet              | Land | Zeit (s) |
| ----- | ------------------- | ---- | -------- |
| 1     | Abdelmalik Lahoulou | ALG  | 48,67 NR |
| 2     | Miloud Rahmani      | ALG  | 49,27    |
| 3     | Mohamed Sghaier     | TUN  | 49,32    |
| 4     | William Mutunga     | KEN  | 49,43 SB |
| 5     | Kurt Couto          | MOZ  | 49,55    |
| 6     | Saber Boukemouche   | ALG  | 49,87    |
| 7     | Henry Okorie        | NGR  | 50,01    |
| 8     | Ziem Esau Somda     | BFA  | 51,02 SB |

Finale: 16. September

#### 3000 m Hindernis
| Platz | Athlet               | Land | Zeit (min)  |
| ----- | -------------------- | ---- | ----------- |
| 1     | Clement Kemboi       | KEN  | 8:20,31     |
| 2     | Hillary Kemboi       | KEN  | 8:22,96 SB  |
| 3     | Hailemariyam Amare   | ETH  | 8:24,19 SB  |
| 4     | Wogene Sebisibe      | ETH  | 8:26,62 SB  |
| 5     | Chala Beyo           | ETH  | 8:28,03     |
| 6     | Yemane Haileselassie | ERI  | 8:32,05     |
| 7     | Yousif Abdalla Timbo | SUD  | 8:383,96 NR |
| 8     | Abel Kiprop Mutai    | KEN  | 8:38,10     |

13. September

#### 4 × 100 m Staffel
| Platz | Land           | Athleten                                                                           | Zeit (s) |
| ----- | -------------- | ---------------------------------------------------------------------------------- | -------- |
| 1     | Elfenbeinküste | Christopher Naliali Hua Wilfried Koffi Arthur Cissé Ben Youssef Meïté              | 38,93    |
| 2     | Namibia        | Even Tjiviju Hitjivirue Kaanjuka Dantago Gurirab Jesse Urikhob                     | 39,22 NR |
| 3     | Ghana          | Daniel Gyasi Solomon Afful Emmanuel Dasor Shepard Agbeko                           | 39,78    |
| 4     | Kenia          | Peter Mwai Gilbert Otieno Osure Mark Odhiambo Tony Chirchir                        | 39,78    |
| 5     | Botswana       | Yateya Kambepera Pako Seribe Leaname Maotoanong Sakaria Kambemka                   | 39,83    |
| 6     | Mauritius      | Julien Miguel Meuniere Jonathan Permal Fabrice Coiffic Jonathan Bardottier         | 39,98    |
|       | Nigeria        | Tega Odele Obinna Metu Ogho-Oghene Egwero Seye Ogunlewe Im Vorlauf: Divine Oduduru | DSQ      |
|       | Sambia         | Chidamba Hazemba Brian Kasinda Titus Kafunda Mukhala Sydney Siame                  | DSQ      |

Finale: 16. September

#### 4 × 400 m Staffel
| Platz | Land      | Athleten                                                                  | Zeit (min) |
| ----- | --------- | ------------------------------------------------------------------------- | ---------- |
| 1     | Kenia     | Raymond Kibet Alex Sampao Kiprono Koskei Boniface Mweresa                 | 3:00,34 GR |
| 2     | Botswana  | Onkabetse Nkobolo Nijel Amos Leaname Maotoanong Isaac Makwala             | 3:00,95 NR |
| 3     | Algerien  | Miloud Laredj Miloud Rahmani Soufiane Bouhada Abdelmalik Lahoulou         | 3:03,07    |
| 4     | Nigeria   | Samson Oghenewegba Nathaniel Robert Simonson Henry Okorie Orukpe Erayokan | 3:03,52    |
| 5     | Ghana     | George Effah Daniel Gyasi Alex Amankwah Emmanuel Dasor                    | 3:05,15    |
| 6     | Senegal   | Mathieu Faye David Leon Basse Ousmane Sidibé Mamadou Gueye                | 3:07,73    |
| 7     | Äthiopien | Kenenisa Hailu Mohammed Gemechu Fikru Abu Haji Ture                       | 3:09,75    |
| 8     | Uganda    | Leonard Opiny Denis Opio Jimmy Adar Musa Isabirje                         | 3:11,53    |

Finale: 17. September

#### Hochsprung
| Platz | Athlet               | Land | Weite (m) |
| ----- | -------------------- | ---- | --------- |
| 1     | Kabelo Kgosiemang    | BOT  | 2,25      |
| 2     | Mohamed Younis Idris | SUD  | 2,22      |
| 3     | Chris Moleya         | RSA  | 2,22      |
| 4     | Mathew Sawe          | KEN  | 2,19      |
| 5     | Raoul Matogno Bong   | CMR  | 2,13      |
| 6     | Mpho Links           | RSA  | 2,13      |
| 7     | Abdoulaye Diarra     | MLI  | 2,10      |
| 8     | Fernand Djoumessi    | CMR  | 2,10      |

17. September

#### Stabhochsprung
| Platz | Athlet                | Land | Weite (m) |
| ----- | --------------------- | ---- | --------- |
| 1     | Hichem Khalil Cherabi | ALG  | 5,25      |
| 2     | Jordan Yamoah         | GHA  | 5,20      |
| 3     | Mohamed Amin Romdhana | TUN  | 5,10      |
| 4     | Sami Berhayem         | TUN  | 5,00      |
|       | Sami Berhayem         | BOT  | NM        |
|       | Peter Moreno          | NGR  | DNS       |

16. September

#### Weitsprung
| Platz | Athlet             | Land | Weite (m) |
| ----- | ------------------ | ---- | --------- |
| 1     | Ndiss Kaba Badji   | SEN  | 7,74      |
| 2     | Mamadou Gueye      | SEN  | 7,69      |
| 3     | Romeo N’tia        | BEN  | 7,44      |
| 4     | Mamadou Chérif Dia | MLI  | 7,43      |
| 5     | Kiplagat Ruto      | KEN  | 7,41      |
| 6     | Ezekiel Ewulo      | NGR  | 7,39      |
| 7     | Tera Langat        | KEN  | 7,28      |
| 8     | Armand Tsoaoule    | CMR  | 7,09      |

17. September
Der ursprüngliche Sieger, Samson Idiata aus Nigeria, wurde im Nachhinein wegen eines Dopingvergehens disqualifiziert.

#### Dreisprung
| Platz | Athlet               | Land | Weite (m) |
| ----- | -------------------- | ---- | --------- |
| 1     | Tosin Oke            | NGR  | 17,00     |
| 2     | Olu Olamigoke        | NGR  | 16,98     |
| 3     | Mamadou Chérif Dia   | MLI  | 16,55 NR  |
| 4     | Roger Haitengi       | NAM  | 16,40     |
| 5     | Hugues Fabrice Zango | BFA  | 16,36     |
| 6     | Louhab Kafia         | ALG  | 16,06     |
| 7     | Elijah Kimitei       | KEN  | 15,92     |
| 8     | Andrew Issaka        | CGO  | 15,91 NR  |

14. September

#### Kugelstoßen
| Platz | Athlet                 | Land | Weite (m)   |
| ----- | ---------------------- | ---- | ----------- |
| 1     | Franck Elemba          | CGO  | 20,25 GR NR |
| 2     | Mohamed Magdi Hamza    | EGY  | 19,78       |
| 3     | Jaco Engelbrecht       | RSA  | 19,55       |
| 4     | Yawo Adantor           | TOG  | 17,64 NR    |
| 5     | Henry-Bernard Baptiste | MRI  | 16,55 NR    |
| 6     | Timothée Lingani       | BFA  | 16,12 NR    |

14. September

#### Diskuswurf
| Platz | Athlet                  | Land | Weite (m) |
| ----- | ----------------------- | ---- | --------- |
| 1     | Russell Tucker          | RSA  | 60,41     |
| 2     | Essohounamondom Tchalim | TOG  | 52,72 NR  |
| 3     | Franck Elemba           | CGO  | 50,30     |
| 4     | Timothée Lingani        | BFA  | 47,54 NR  |

13. September

#### Hammerwurf
| Platz | Athlet              | Land | Weite (m) |
| ----- | ------------------- | ---- | --------- |
| 1     | Mostafa el-Gamel    | EGY  | 74,92     |
| 2     | Chris Harmse        | RSA  | 73,49     |
| 3     | Nicolas Li Yun Fong | MRI  | 59,36 SB  |
|       | Mohamed Magdi Hamza | EGY  | NM        |
|       | Hassan Abd al-Gwad  | EGY  | DNS       |

16. September

#### Speerwurf
| Platz | Athlet                   | Land | Weite (m) |
| ----- | ------------------------ | ---- | --------- |
| 1     | Ihab Abdelrahman         | EGY  | 85,37 GR  |
| 2     | John Ampomah             | GHA  | 82,94     |
| 3     | Phil-Mar van Rensburg    | RSA  | 76,85     |
| 4     | Alexander Kiprotich      | KEN  | 76,34     |
| 5     | Adriaan Stephanus Beukes | BOT  | 76,16     |
| 6     | Tobie Holtzhausen        | RSA  | 73,35     |
| 7     | Strydom van der Wath     | NAM  | 73,20     |
| 8     | Okello Othow Ojulu       | ETH  | 65,77     |

17. September

#### Zehnkampf
| Platz | Athlet               | Land | Punkte |
| ----- | -------------------- | ---- | ------ |
| 1     | Guillaume Thierry    | MRI  | 7591   |
| 2     | Atsu Nyamadi         | GHA  | 7478   |
| 3     | Fredriech Pretorius  | RSA  | 7186   |
| 4     | Florent Bilisi Lomba | COD  | 6856   |
| 5     | Peter Keegan Cook    | ZIM  | 6626   |
| 6     | Elijah Cheruiyot     | KEN  | 6427   |
| 7     | Peter Moreno         | NGR  | 6281   |
|       | Gilbert Koech        | KEN  | DNF    |

13. /14. September

### Frauen

#### 100 m
| Platz | Athlet                | Land | Zeit (s) |
| ----- | --------------------- | ---- | -------- |
| 1     | Marie-Josée Ta Lou    | CIV  | 11,02 GR |
| 2     | Eunice Kadogo         | KEN  | 11,47 NR |
| 3     | Pon-Karidjatou Traoré | BFA  | 11,49    |
| 4     | Adeline Gouénon       | CIV  | 11,49 SB |
| 5     | Cecilia Francis       | NGR  | 11,53    |
| 6     | Flings Owusu-Agyapong | GHA  | 11,61    |
| 7     | Beatrice Gyaman       | GHA  | 11,76    |
| 8     | Tsaone Sebele         | BOT  | 11,82    |

Finale: 14. September
Wind: +0,6 m/s

#### 200 m
| Platz | Athlet                | Land | Zeit (s) |
| ----- | --------------------- | ---- | -------- |
| 1     | Marie-Josée Ta Lou    | CIV  | 22,57    |
| 2     | Ngozi Onwumere        | NGR  | 23,24    |
| 3     | Lawretta Ozoh         | NGR  | 23,37    |
| 4     | Janet Amponsah        | GHA  | 23,49    |
| 5     | Natacha Ngoye Akamabi | CGO  | 23,61    |
| 6     | Phumlile Ndzinisa     | SWZ  | 23,69    |
| 7     | Eunice Kadogo         | KEN  | 23,83    |
|       | Pon-Karidjatou Traoré | BFA  | DNS      |

Finale: 17. September

#### 400 m
| Platz | Athlet               | Land | Zeit (s) |
| ----- | -------------------- | ---- | -------- |
| 1     | Kabange Mupopo       | ZAM  | 50,22 NR |
| 2     | Patience Okon George | NGR  | 50,71    |
| 3     | Tjipekapora Herunga  | NAM  | 51,55    |
| 4     | Tosin Adeloye        | NGR  | 51,82    |
| 5     | Margaret Etim        | NGR  | 52,64    |
| 6     | Leni Shida           | UGA  | 52,86    |
| 7     | Djénébou Danté       | MLI  | 53,41    |
| 8     | Lydia Jele           | BOT  | 53,85    |

Finale: 15. September

#### 800 m
| Platz | Athlet          | Land | Zeit (min) |
| ----- | --------------- | ---- | ---------- |
| 1     | Caster Semenya  | RSA  | 2:00,97    |
| 2     | Annet Mwanzi    | KEN  | 2:01,54    |
| 3     | Chaltu Shume    | ETH  | 2:01,59 SB |
| 4     | Habitam Alemu   | ETH  | 2:02,29    |
| 5     | Winny Chebet    | KEN  | 2:02,67    |
| 6     | Amina Bakhit    | SUD  | 2:02,85 SB |
| 7     | Winnie Nanyondo | UGA  | 2:04,53    |
| 8     | Abike Egbeniyi  | NGR  | 2:09,36    |

Finale: 15. September

#### 1500 m
| Platz | Athlet              | Land | Zeit (min) |
| ----- | ------------------- | ---- | ---------- |
| 1     | Dawit Seyaum        | ETH  | 4:16,69    |
| 2     | Besu Sado           | ETH  | 4:18,86    |
| 3     | Beatrice Chepkoech  | KEN  | 4:19,16    |
| 4     | Amina Bakhit        | SUD  | 4:20,32 SB |
| 5     | Caroline Chepkemoin | KEN  | 4:20,87    |
| 6     | Winfred Mbithe      | KEN  | 4:21,24    |
| 7     | Kokeb Tesfaye       | ETH  | 4:22,80    |
| 8     | Caster Semenya      | RSA  | 4:23,00    |

17. September

#### 5000 m
| Platz | Athlet                     | Land | Zeit (min)  |
| ----- | -------------------------- | ---- | ----------- |
| 1     | Margaret Chelimo Kipkemboi | KEN  | 15:30,15    |
| 2     | Rosemary Wanjiru           | KEN  | 15:30,18    |
| 3     | Alice Aprot Nawowuna       | KEN  | 15:31,82 SB |
| 4     | Gotytom Gebreslase         | ETH  | 15:42,44    |
| 5     | Genet Yalew                | ETH  | 15:43,77    |
| 6     | Haftamnesh Tesfaye         | ETH  | 15:52,10    |
| 7     | Olivia Mugove Chitate      | ZIM  | 17:02,97    |
| 8     | Rahma Mehammed             | ERI  | 17:07,95    |

17. September

#### 10.000 m
| Platz | Athlet                   | Land | Zeit (min)  |
| ----- | ------------------------ | ---- | ----------- |
| 1     | Alice Aprot Nawowuna     | KEN  | 31:24,18 GR |
| 2     | Gladys Chesir Kiptagelai | KEN  | 31:36,87 SB |
| 3     | Gelete Burka             | ETH  | 31:38,33    |
| 4     | Wude Ayalew              | ETH  | 31:39,81    |
| 5     | Agnes Jebet Tirop        | KEN  | 32:55,41 SB |
| 6     | Clémentine Mukandanga    | RWA  | 33:15,54    |
| 7     | Claudette Mukasakindi    | RWA  | 33:40,10    |
|       | Netsanet Gudeta          | ETH  | DNF         |

16. September

#### Halbmarathon
| Platz | Athlet            | Land | Zeit (h)   |
| ----- | ----------------- | ---- | ---------- |
| 1     | Mamitu Daska      | ETH  | 1:12:42    |
| 2     | Worknesh Degefa   | ETH  | 1:12:42    |
| 3     | Yebergal Melese   | ETH  | 1:12:42    |
| 4     | Kokob Tesfagabr   | ERI  | 1:16:35    |
| 5     | Anna Amutoku      | NAM  | 1:16:45    |
| 6     | Janet Rono        | KEN  | 1:17:02    |
| 7     | Jane Moraa        | KEN  | 1:18:09    |
| 8     | Ntebaleng Letsela | LES  | 1:18:27 SB |

17. September

#### 20 km Gehen
| Platz | Athlet             | Land | Zeit (h)   |
| ----- | ------------------ | ---- | ---------- |
| 1     | Grace Wanjiru Njue | KEN  | 1:38:28 GR |
| 2     | Aynalem Eshetu     | ETH  | 1:39:49    |
| 3     | Askale Tiksa       | ETH  | 1:42:25 SB |
| 4     | Grace Nyawira      | KEN  | 1:44:33    |
| 5     | Anel Oosthuizen    | RSA  | 1:46:16    |
| 6     | Chehine Nasri      | TUN  | 1:48:43    |
| 7     | Adanech Mengistu   | ETH  | 1:51:16    |
| 8     | Bazira Ghezlani    | ALG  | 1:56:07    |

15. September

#### 100 m Hürden
| Platz | Athlet            | Land | Zeit (s) |
| ----- | ----------------- | ---- | -------- |
| 1     | Tobi Amusan       | NGR  | 13,15    |
| 2     | Gnima Faye        | SEN  | 13,28 SB |
| 3     | Lindsay Lindley   | NGR  | 13,30    |
| 4     | Rosvitha Okou     | CIV  | 13,32    |
| 5     | Claudia Heunis    | RSA  | 13,45    |
| 6     | Elizabeth Dadzie  | GHA  | 13,60    |
|       | Rahmatou Dramé    | MLI  | DNS      |
|       | Priscilla Tabunda | KEN  | DNS      |

Wind: −0,2 m/s
Finale: 14. September

#### 400 m Hürden
| Platz | Athlet               | Land | Zeit (s) |
| ----- | -------------------- | ---- | -------- |
| 1     | Amaka Ogoegbunam     | NGR  | 55,86    |
| 2     | Muizat Ajoke Odumosu | NGR  | 57,63    |
| 3     | Lilianne Klaasman    | NAM  | 58,68 NR |
| 4     | Annerie Ebersohn     | RSA  | 58,68    |
| 5     | Audrey Nkamsao       | CMR  | 59,18    |
| 6     | Jerioth Wanjiku      | KEN  | 59,78    |
| 7     | Olga Razanamalala    | MDG  | 60,16    |
| 8     | Rokya Fofana         | BFA  | 60,72    |

Finale: 17. September

#### 3000 m Hindernis
| Platz | Athlet                 | Land | Zeit (min) |
| ----- | ---------------------- | ---- | ---------- |
| 1     | Sofia Assefa           | ETH  | 09:51,30   |
| 2     | Hiwot Ayalew           | ETH  | 09:51,94   |
| 3     | Purity Cherotich Kirui | KEN  | 09:52,54   |
| 4     | Magdalene Masai        | KEN  | 09:56,76   |
| 5     | Joan Chepkemoi         | KEN  | 10:04,54   |
| 6     | Etenesh Diro           | ETH  | 10:05,11   |
| 7     | Amina Bettiche         | ALG  | 10:29,22   |
| 8     | Luchia Segid           | ERI  | 11:11,02   |

15. September

#### 4 × 100 m Staffel
| Platz | Land           | Athleten                                                                           | Zeit (s) |
| ----- | -------------- | ---------------------------------------------------------------------------------- | -------- |
| 1     | Nigeria        | Cecilia Francis Blessing Okagbare Ngozi Onwumere Lawretta Ozoh                     | 43,10    |
| 2     | Ghana          | Flings Owusu-Agyapong Gemma Acheampong Beatrice Gyaman Janet Amponsah              | 43,72    |
| 3     | Elfenbeinküste | Rosvitha Okou Adeline Gouénon Adjona Triphene Kouame Marie-Josée Ta Lou            | 43,98    |
| 4     | Kenia          | Eunice Kadogo Millicent Ndoro Fresha Mwangi Maureen Nyatichi Thomas                | 44,75 NR |
| 5     | Sambia         | Kabange Mupopo Rhoda Njobvu Yvonne Nalishuwa Lumeka Katundu                        | 44,97 NR |
| 6     | Kamerun        | Germaine Abessolo Bivina Irene Bell Bonong Marie Jaine Eba Marie Gisèle Eleme Asse | 45,27    |
| 7     | Mauritius      | Amelie Anthony Aurélie Alcindor Marie Stephani Guillaume Marie Joamilla Janvier    | 46,21    |
| 8     | Republik Kongo | Merveille Mezame Audrey Eyamba Michelle Mboyi Marcelle Bouele Bondo                | 46,40 NR |

16. September

#### 4 × 400 m Staffel
| Platz | Land           | Athleten                                                                  | Zeit (min) |
| ----- | -------------- | ------------------------------------------------------------------------- | ---------- |
| 1     | Botswana       | Lydia Jele Goitseone Seleka Galefele Moroko Christine Botlogetswe         | 3:32,84    |
| 2     | Kenia          | Hellen Syombua Annet Mwanzi Winny Chebet Maureen Nyatichi Thomas          | 3:35,91    |
| 3     | Äthiopien      | Tegest Tamagnu Kore Tola Nema Sefa Chaltu Shume                           | 3:39,99    |
| 4     | Republik Kongo | Sarah Nguet Ruth Okounikala Duval Moliba Natacha Ngoye Akamabi            | 3:49,46 NR |
|       | Kamerun        | Marie Jaine Eba Irene Bell Bonong Germaine Abessolo Bivina Audrey Nkamsao | DSQ        |
|       | Nigeria        | Rita Ossai Funke Oladoye Tosin Adeloye Patience Okon George               | DSQ        |
|       | Sudan          |                                                                           | DNS        |

Den ursprünglich siegreichen Nigeriannerinen wurde die Goldmedaille nach einem Dopingfall aberkannt.
17. September

#### Hochsprung
| Platz | Athlet             | Land | Höhe (m) |
| ----- | ------------------ | ---- | -------- |
| 1     | Lissa Labiche      | SEY  | 1,91     |
| 2     | Doreen Amata       | NGR  | 1,85     |
| 3     | Julia du Plessis   | RSA  | 1,80     |
| 4     | Ariyat Dibow Ubang | ETH  | 1,80 NR  |
| 5     | Motunrayo Sasegbom | NGR  | 1,80     |
| 6     | Hoda Hagras        | EGY  | 1,75     |
| 7     | Ndeye Diame Diop   | SEN  | 1,75     |
| 7     | Geraldine King     | RSA  | 1,70     |

14. September

#### Stabhochsprung
| Platz | Athlet          | Land | Höche (m) |
| ----- | --------------- | ---- | --------- |
| 1     | Syrine Balti    | TUN  | 4,10 GR   |
| 2     | Dorra Mahfoudhi | TUN  | 4,10 =GR  |
| 3     | Sinaly Ouattara | CIV  | 3,40      |

14. September

#### Weitsprung
| Platz | Athlet                   | Land | Weite (m) |
| ----- | ------------------------ | ---- | --------- |
| 1     | Joëlle Mbumi Nkouindjin  | CMR  | 6,31      |
| 2     | Romaissa Tahani Belabiod | ALG  | 6,30      |
| 3     | Lissa Labiche            | SEY  | 6,25 SB   |
| 4     | Ese Brume                | NGR  | 6,23      |
| 5     | Lynique Prinsloo         | RSA  | 6,13      |
| 6     | Marlyne Sarah Ngongoa    | CMR  | 6,11      |
| 7     | Zinzi Chabangu           | RSA  | 6,08      |
| 8     | Lucienne Mbelui          | CGO  | 5,85      |

Der ursprünglich siegreichen Nigerianerin Chinaza Amadi wurde die Goldmedaille im Nachhinein wegen eines Dopingvergehens aberkannt.
16. September

#### Dreisprung
| Platz | Athlet                  | Land | Weite (m) |
| ----- | ----------------------- | ---- | --------- |
| 1     | Joëlle Mbumi Nkouindjin | CMR  | 13,75     |
| 2     | Blessing Ibrahim        | NGR  | 13,52     |
| 3     | Nadia Eke               | GHA  | 13,40 NR  |
| 4     | Matilde Boateng         | GHA  | 13,11     |
| 5     | Zinzi Chabangu          | RSA  | 13,00     |
| 6     | Hope Idhe               | NGR  | 12,90     |
| 7     | Sokhna Safietou Kante   | SEN  | 12,80     |
| 8     | Patience Ntshingila     | RSA  | 12,77     |

13. September

#### Kugelstoßen
| Platz | Athlet                  | Land | Weite (m) |
| ----- | ----------------------- | ---- | --------- |
| 1     | Auriol Dongmo Mekemnang | CMR  | 17,21 NR  |
| 2     | Claire Uke              | NGR  | 16,64     |
| 3     | Sonia Smuts             | RSA  | 15,92     |
| 4     | Salomé Mugabe           | MOZ  | 13,74     |
| 5     | Ischke Senekal          | RSA  | 13,64     |
| 6     | Fadja el-Kasaby         | EGY  | 12,95     |
| 7     | Amele Yibeltal          | ETH  | 12,64 NR  |
| 8     | Rebecca Kerubo          | KEN  | 10,26     |

17. September

#### Diskuswurf
| Platz | Athlet                  | Land | Weite (m) |
| ----- | ----------------------- | ---- | --------- |
| 1     | Claire Uke              | NGR  | 54,25     |
| 2     | Ischke Senekal          | RSA  | 50,53     |
| 3     | Julia Agawu             | GHA  | 49,08     |
| 4     | Precious Ogunleye       | NGR  | 48,18     |
| 5     | Auriol Dongmo Mekemnang | CMR  | 45,14     |
| 6     | Sarah Hasseib           | EGY  | 44,76     |
| 7     | Sonia Smuts             | RSA  | 44,51     |
| 8     | Fadja el-Kasaby         | EGY  | 43,70     |

16. September

#### Hammerwurf
| Platz | Athlet            | Land | Weite (m) |
| ----- | ----------------- | ---- | --------- |
| 1     | Lætitia Bambara   | BFA  | 66,91 NR  |
| 2     | Amy Sène          | SEN  | 63,64     |
| 3     | Jennifer Batu     | CGO  | 62,13 NR  |
| 4     | Zouina Bouzebra   | ALG  | 59,16     |
| 5     | Precious Ogunleye | NGR  | 58,84     |
| 6     | Rebecca Kerubo    | KEN  | 51,19 SB  |
|       | Rebecca Famurewa  | NGR  | DNS       |

14. September

#### Speerwurf
| Platz | Athlet                        | Land | Weite (m) |
| ----- | ----------------------------- | ---- | --------- |
| 1     | Kelechi Nwanaga               | NGR  | 52,70     |
| 2     | Zuta Mary Nartey              | GHA  | 50,93 SB  |
| 3     | Jo-Ane van Dyk                | RSA  | 50,52     |
| 4     | Lucy Aber Okumu               | UGA  | 50,52     |
| 5     | Pascaline Adjimon Adanhouegbe | BEN  | 48,90     |
| 6     | Selma Rosun                   | MRI  | 48,49     |
| 7     | Nourhan Haidar                | EGY  | 47,66     |
| 8     | Stella Jenny Vieira           | CGO  | 46,95 NR  |

15. September

#### Siebenkampf
| Platz | Athlet            | Land | Punkte |
| ----- | ----------------- | ---- | ------ |
| 1     | Uhunoma Osazuwa   | NGR  | 5892   |
| 2     | Odile Ahouanwanou | BEN  | 5734   |
| 3     | Marthe Koala      | BFA  | 5664   |
| 4     | Francis Oluwakemi | NGR  | 5428   |
| 5     | Hoda Hagras       | EGY  | 5407   |
| 6     | Hope Idhe         | NGR  | 5060   |
| 7     | Annie Curty Oyono | CMR  | 4691   |
| 8     | June Roelofse     | RSA  | 4640   |

15./16. September

## Abkürzungen
| - WR = Weltrekord - WJR = Juniorenweltrekord - OR = olympischer Rekord - YOR = olympischer Jugendrekord - AR = Kontinentalrekord - AJR = Juniorenkontinentalrekord - NR = nationaler Rekord - NJR = nationaler Juniorenrekord - CR = Meisterschaftsrekord - MR = Veranstaltungsrekord | - WB = Weltbestleistung - WJB = Juniorenweltbestleistung - WYB = Jugendweltbestleistung - AB = Kontinentbestleistung - AJB = Juniorenkontinentalbestleistung - AYB = Jugendkontinentalbestleistung - NB = nationale Bestleistung - NJB = nationale Juniorenbestleistung - NYB = nationale Jugendbestleistung | - PB = persönliche Bestleistung - SB = persönliche Saisonbestleistung - QB = Qualifikationsbestleistung - WL = Weltjahresbestleistung - WJL = Juniorenweltjahresbestleistung - WYL = Jugendweltjahresbestleistung - DSQ = disqualifiziert (engl. Disqualified) - DNS = Wettkampf nicht angetreten (engl. Did Not Start) - DNF = Wettkampf nicht beendet (engl. Did Not Finish) |